# 61 Cygni B
61 Cygni B is een oranje dwerg in de dubbelster 61 Cygni op 11,4 lichtjaar van de zon in het sterrenbeeld Zwaan. De ster is zwakker dan 61 Cygni A.